# Anopheles broussesi
Anopheles broussesi är en tvåvingeart som beskrevs av Edwards 1929. Anopheles broussesi ingår i släktet Anopheles och familjen stickmyggor. Inga underarter finns listade i Catalogue of Life.